# Matthias Tanner
‎Matthias Tanner, nemški jezuit, filozof, teolog in pedagog, * 28. februar 1630, Pilsen, † 8. februar 1692, Praga.
Tanner je večji del življenja preživel na Karlovi univerzi v Pragi, kjer je predaval humanistiko, filozofijo, teologijo in Sveto pismo; bil je tudi rektor te univerze.